# Katalytische reforming
Katalytische reforming is een belangrijk proces in de olieraffinage. Bij het katalytisch reformeren worden naftafracties behandeld teneinde hun octaangetal te verhogen om ze in brandstofmengsels te gebruiken. Dit gebeurt voornamelijk door onverzadigde of verzadigde koolwaterstoffen om te zetten in aromatische verbindingen: benzeen en alkylbenzenen zoals ethylbenzeen, tolueen en xylenen. Universal Oil Products (UOP) paste dit proces het eerst commercieel toe in 1950.
Katalytische reforming is ook van belang voor de productie van deze aromatische verbindingen voor de chemische industrie. 

## Reacties
Tijdens katalytische reforming vinden een aantal reacties plaats:
- dehydrogenering van cyclohexanen tot aromatische verbindingen; bijvoorbeeld van methylcyclohexaan tot tolueen:

- dehydroisomerisatie van alkylcyclopentanen; bijvoorbeeld de omzetting van methylcyclopentaan in cyclohexaan;

- dehydrocyclisatie van paraffinen en alkenen tot aromaten, waarbij niet-cyclische koolwaterstoffen worden gedehydrogeneerd en omgezet in aromaten. Voorbeeld: n-heptaan wordt omgezet in tolueen:

- isomerisatie van paraffinen

- hydrocracking van koolwaterstoffen, waarbij lichte (gasvormige) koolwaterstoffen zoals ethaan en propaan ontstaan, maar ook "cokes" die zich op de katalysator afzetten; voorbeeld: n-heptaan wordt gekraakt tot isopentaan en ethaan:

Dit zijn ongewenste reacties die moeten vermeden worden. De cokesafzetting vermindert de activiteit van de katalysator, die daardoor na verloop van tijd moet vervangen worden of geregenereerd.
In het proces wordt veel waterstof gevormd, dat in andere processen in de raffinaderij kan gebruikt worden.

## Katalysator
De katalysator moet een hoge selectiviteit hebben voor de gewenste reacties, namelijk deze die vloeibare aromatische verbindingen vormen, en ongewenste reacties (vorming van gasvormige koolwaterstoffen) zo veel mogelijk onderdrukken. Hij moet ook een hoge activiteit hebben, zodat het proces bij een lagere temperatuur kan bedreven worden. En hij dient ook een goede stabiliteit te hebben, dat wil zeggen zijn activiteit niet te snel te verliezen door de afzetting van cokes, en gemakkelijk regenereerbaar te zijn.
De katalysator is gewoonlijk multifunctioneel, met een metaal (typisch platina of renium) op een poreuze drager zoals aluminiumoxide of siliciumdioxide. De metaalcomponent bevordert de reacties met waterstofoverdracht (hydrogenering en dehydrogenering). Daarnaast is er een zure component nodig, gewoonlijk een chloride, die de isomerisatie-, cyclisatie- en hydrocrackingreacties bevordert. De regeneratie van een gedeactiveerde katalysator bestaat erin de cokesafzettingen te oxideren (afbranden) en hem daarna opnieuw te chloreren.